# Сугут, Хенри
Хенри Кемо Сугут — кенийский бегун на длинные дистанции. 
На чемпионате мира среди юниоров 2004 года занял 7-е место в беге на 5000 метров с результатом 13.40,77. На Франкфуртском марафоне 2010 года финишировал 10-м, показав результат 2:10.43. Занял 7-е место на Парижском марафоне 2011 года — 2:08.22.
В качестве пейсмейкера принимал участие на Токийском марафоне в 2011 году.

## Достижения
- Победитель Венского марафона 2010 года — 2:08.40
- Победитель Венского марафона 2012 года — 2:06.58
- Победитель Венского марафона 2013 года — 2:08.19[1]

## Личная жизнь
Женат, имеет двух детей.